# Gertrude de Saxonia

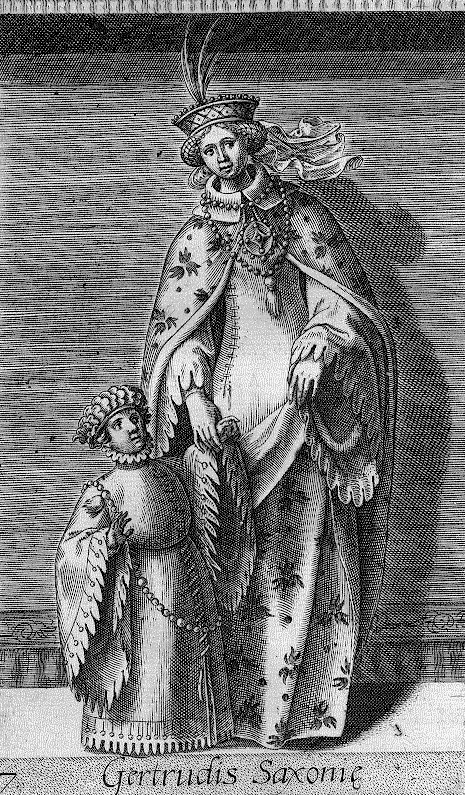
Gertrude de Saxonia

Gertrude de Saxonia (n. cca. 1030 – d. 4 august 1113), cunoscută și ca Gertrude Billung, a fost fiica ducelui Bernard al II-lea de Saxonia cu Eilika de Schweinfurt.
Gertrude s-a căsătorit cu contele Floris I de Olanda în jurul anului 1050, la moartea căruia fiul ei, Dirk al V-lea a devenit conte. Dat fiind că Dirk era încă prea tânăr, Gertrude a devenit regentă a comitatului.
Când Dirk al V-lea a venit la putere, episcopul William I de Utrecht, a ocupat unele teritorii pe care le revendica în Olanda. Gertrude și fiul ei s-au retras în insulele din Frizia și Zeelanda.
În 1063 Gertrude s-a recăsătorit cu Robert "Frizonul", cel de al doilea fiu al contelui Balduin al V-lea de Flandra. 

## Familie și copii
Cu Floris I, Gertrude a avut șapte copii:
1. Albert (n. cca. 1051), canonic în Liège.
2. Dirk (n. cca. 1052–d. 1091).
3. Petru (n. cca. 1053), canonic în Liège.
4. Bertha (n. cca. 1055–d. 1094), căsătorită în anul 1072 cu regele Filip I al Franței.
5. Floris (n. cca. 1055), canonic în Liège.
6. Machteld (n. cca. 1057)
7. Adela (n. cca. 1061), căsătorită cu contele Balduin I de Guînes.

Din căsătoria cu Robert I au rezultat următorii cinci copii:
- Robert, devenit conte de Flandra ca Robert al II-lea, căsătorit cu Clementia de Burgundia
- Adela (d. 1115), căsătorită mai întâi cu regele Knut al IV-lea al Danemarcei, fiind mama contelui Carol "cel Bun" de Flandra. Adela a fost apoi soția lui Roger Borsa, duce de Apulia.
- Gertrude, căsătorită prima oară cu contele Henric al III-lea de Leuven, cu care a avut patru copii,[1] apoi cu ducele Thierry al II-lea de Lorena, fiind mama contelui Thierry de Alsacia, de asemenea viitor conte de Flandra
- Filip de Loo, al cărui fiu ilegitim Guillaume d'Ypres a emis și el pretenții asupra comitatului de Flandra
- Ogiva, abatesă de Messines